# Правило Нейсміта

Правило Нейсміта

Правило Нейсміта допомагає з плануванням прогулянок або походів, вираховуючи тривалість мандрівки по зазначеному марштруту, включаючи будь-який додатковий час, потрібний для підняття вгору. Це емпіричне правило було придумане Вільямом В. Нейсмітом, шотландським альпіністом, в 1892 році. 
Сучасна версія правила може бути сформульована так: на кожні 3 милі (~5 км) по прямій виділити 1 годину + виділити 1 додаткову годину на кожні 2,000 футів (600 м) підйому.

## Припущення та розрахунки
Початкове правило Нейсміта 1892 року стверджує, що потрібно виділяти 1 годину на кожні 3 милі (5 км) згідно карти (по довжині) і 1 додаткову годину на кожні 2000 футів (600 м) підйому (по висоті).  Воно також включене в останнє речення звіту Нейсміта з подорожі.
Сьогодні правило сформульоване багатьма способами. Нейсмітові 1 год / 3 милі + 1 год / 2000 футів може бути замінено на:
- 1 год / 3 милі (5 км) + 1 год / 2000 футів (600 м) [4]
- 1 год / 5 км (3 милі) + 1/2 год / 300 м (1000 футів) [5]
- 3 милі/год + 1/2 год / 1000 футів
- 5 км/год + 1/2 год / 300 м
- 12 хв / 1 км + 10 хв / 100 м [4]

Базове правило будує припущення з розрахунку прийнятної фізичної форми туристів, типової місцевості та нормальних умов. Воно не враховує спізнення через довгі перерви на відпочинок чи милування краєвидами, або через навігаційні перешкоди. Під час планування експедиції лідер команди може використовувати правило Нейсміта для складання маршруту.   
На практиці результат підрахунків за правилом Нейсміта зазвичай вважається мінімальним часом, потрібним, щоб завершити маршрут. В групових походах варто вираховувати швидкість найповільнішого члена групи. 